# Чјерње на Топлој
Чјерње на Топлој (слч. Čierne nad Topľou) насељено је мјесто са административним статусом сеоске општине (слч. obec) у округу Вранов на Топлој, у Прешовском крају, Словачка Република.

## Становништво
| Година:    | 1994. | 2004.   | 2014.   | 2024.   |
| ---------- | ----- | ------- | ------- | ------- |
| Број људи: | 815   | 795     | 747     | 711     |
| Разлика:   |       | -2,45 % | -6,03 % | -4,81 % |

| Година:    | 2023. | 2024.   |
| ---------- | ----- | ------- |
| Број људи: | 713   | 711     |
| Разлика:   |       | -0,28 % |

Према подацима о броју становника из 2024. године насеље је имало 711 становника.